# Jenny Montigny

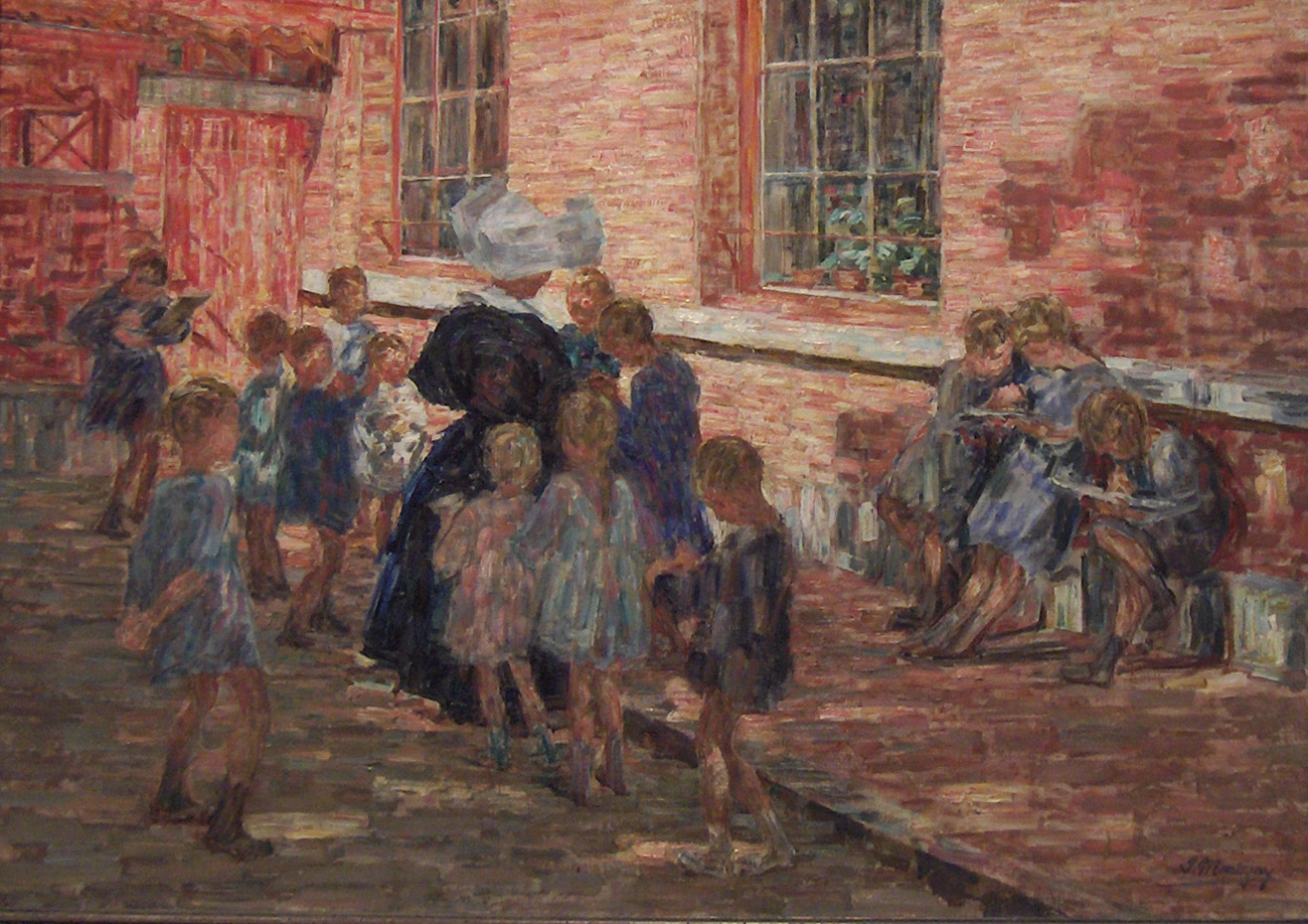
Escola Bressol a Deurle. Museum van Deinze en de Leiestreek

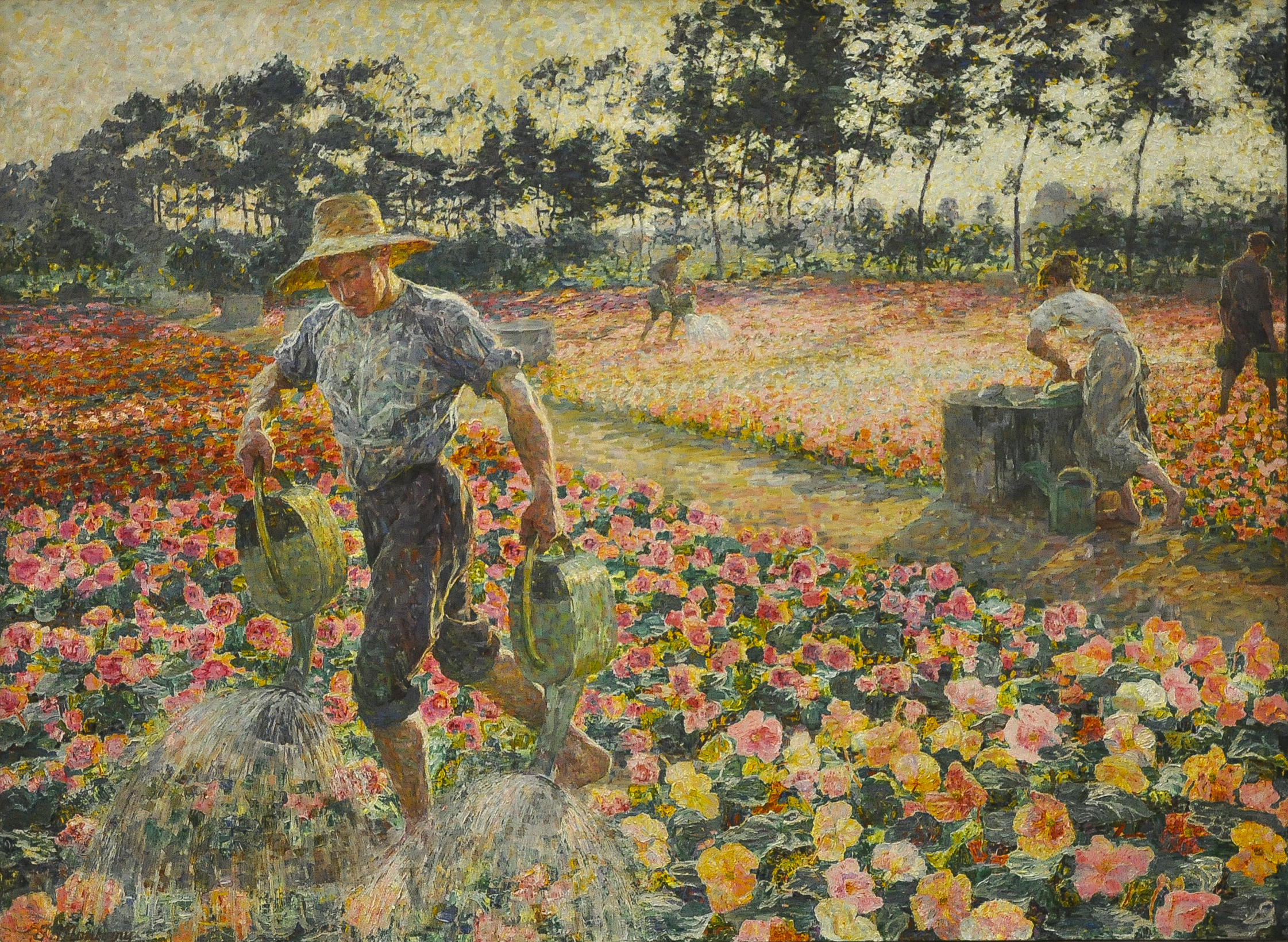
El jardiner. Museu de Belles Arts de Gant.

Jenny Montigny (francès: Jeanne Montigny)  (Gant, 8 de desembre de 1875 - Deurle, 31 d'octubre de 1937) Jeanne (Jenny) Montigny era una pintora belga.

## Biografia
El pare de Montigny va ser un advocat i funcionari del govern que va supervisar diversos consells i comissions i més tard va ser degà de la Facultat de Dret de la Universitat de Ghent. La seva mare era d'origen anglès. Als disset anys, va decidir convertir-se en artista, sabent que no podia comptar amb el suport dels seus pares. El seu pare va comentar una vegada que "De kunsten me laten helemaal koud", "Les arts em deixen totalment fred".
Després de veure un quadre d'Emile Claus (The Kingfishers), Montigny va decidir ampliar els seus estudis prop de Deinze. L'estiu de 1893, ella i altres estudiants van cursar estudis de pintura a l'aire lliure. Després de 1895 va anar regularment entre Gant i Deinze.
Tot i que Claus estava casat i era vint-i-sis anys més gran, van iniciar una relació que va durar fins a la seva mort el 1924.
El 1902 va debutar al Saló de Ghent i seguiren més exposicions a París. Dos anys després, ella i el seu germà petit es van mudar a una vil·la a Deurle. Més tard es va convertir en membre del grup de luministes Vie et Lumière.
En esclatar la Primera Guerra Mundial va seguir a Claus i la seva dona en la seva emigració a Londres, on es va convertir en membre del Women's International Art Club i va exposar a les Grafton Galleries. Després de la guerra va tornar a Bèlgica i, quan fou necessari vendre la seva vila, es va traslladar a una casa més modesta.
L'any 1921, a Barcelona, va formar part de l'Exposition d'oeuvres d'artistes belges, organitzada pel Reial Cercle Artístic, que es va fer al Palau de Belles Arts.
El 1923 es va unir a la Société Nationale des Beaux-Arts. Després de la mort de Claus es va trobar amb un empitjorament financer. El seu estil de pintura deixava de ser popular i calia acceptar caritat per part de la família i amics. Va ser oblidada en gran manera després de la seva mort fins al 1987, quan es van celebrar exposicions a Deurle i Dienze.
El 1995 es va fer una important exposició retrospectiva al Museu Pissarro de Pontoise.